# Luciano (Sänger)

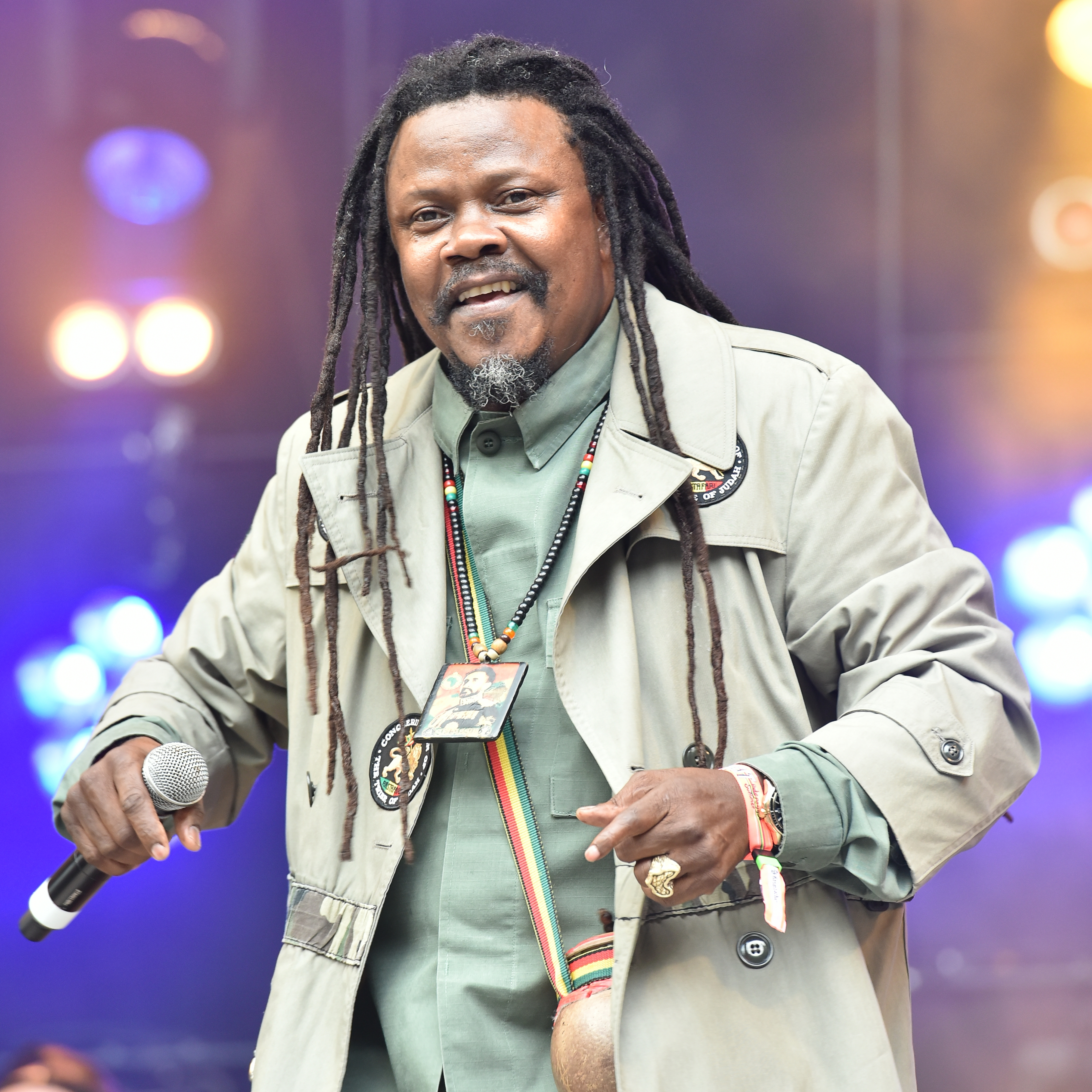
Luciano beim Ruhr Reggae Summer 2017 in Mülheim

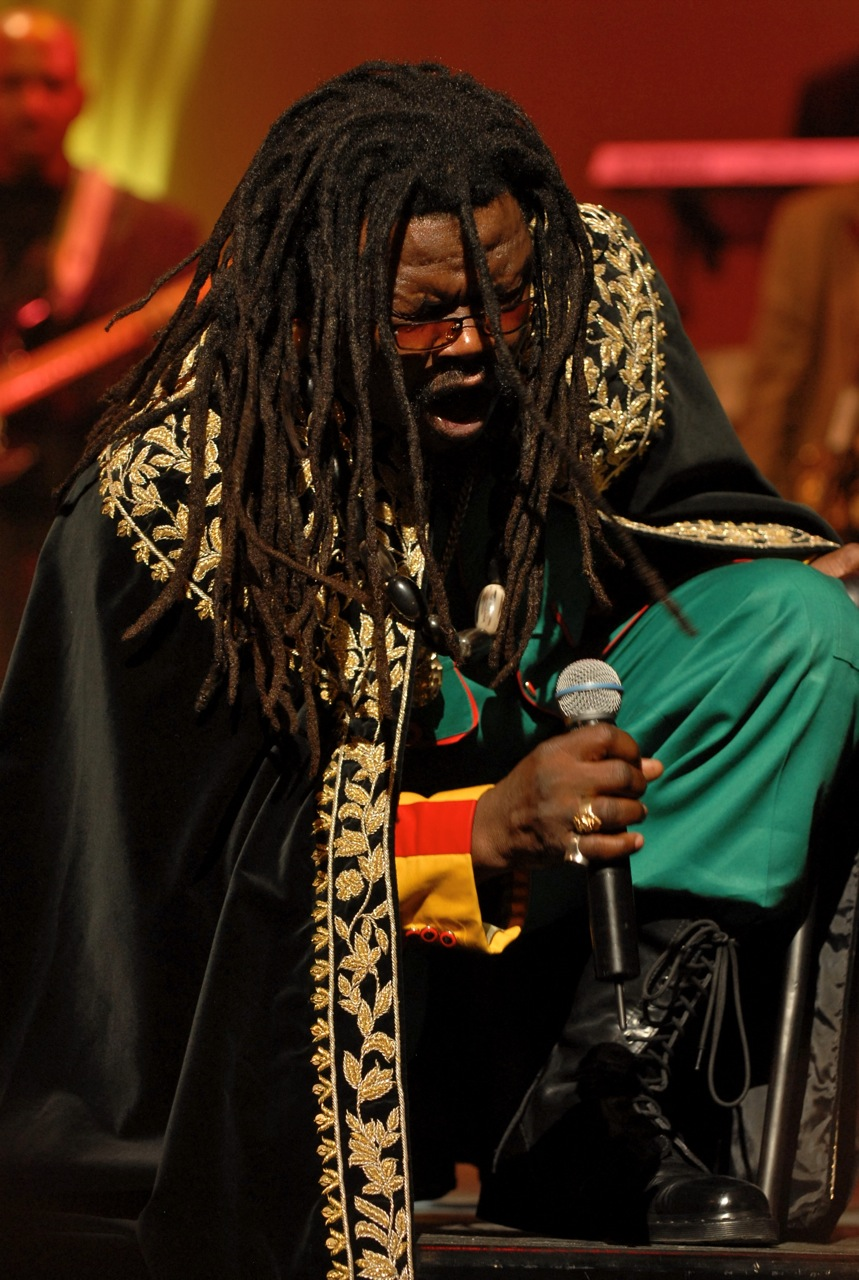
Luciano, 2007

Luciano (bürgerlich Jepther McClymont; * 20. Oktober 1964 in Davey Town, Manchester Parish) ist ein jamaikanischer Roots-Reggaesänger. Sein Künstlername ist eine Anlehnung an den italo-amerikanischen Gangster Lucky Luciano. Er ist zurzeit bei VP Records unter Vertrag. Luciano ist das siebte von neun Kindern und wuchs in einer sehr spirituellen und musikalischen Familie auf.

## Karriere
Jepther McClymont wurde stark beeinflusst von Stevie Wonder, Frankie Paul und der Reggae Legende Dennis Brown. Während er mit Fattis Burells Xterminator-Label zusammenarbeitete, änderte er seinen Namen zu Luciano. In dieser Zeit entwickelte er auch seine markanten Roots-Einflüsse. Nachdem er für Burell mehrere LPs aufnahm, spielte er auch ein Set für Island Records ein, bevor er sich unabhängig machte und eine Independent-Karriere startete. Sein bedeutendstes Werk bis jetzt ist sein Album „Jah Words“ (weltweit veröffentlicht am 26. April 2005 über RAS Record).
Nachdem er mehrere Cover-Versionen für den Produzenten Sky High einspielte, veröffentlichte Luciano „Give My Love A Try“, das in den Castro Browns New Name Studio produziert wurde und in Jamaika ein großer Erfolg wurde. Dort traf Luciano auch Freddie McGregor, der das bisherige Aushängeschild des Studios war und auch internationaler bekannt wurde. Als er McGregors Big Ship Herstellungsfirma beitrat, begann er eine markante Art des Reggaes zu schaffen, in welchem sich seine Religion und seine sozialen Anliegen widerspiegeln. Im Jahre 1993 schaffte es Luciano mit seinem Hit „Shake It Up Tonight“ auf Platz 1 der Charts in Großbritannien.
Luciano gewann mehrere große Auszeichnungen und wurde zum „Most Spiritual and Educative Singer“ und Mandela’s „Most Cultural Artist“ gewählt. Ihm wurde sogar von der jamaikanischen Regierung eine Gedenktafel überreicht, um seine Arbeit zu würdigen.

## Diskographie (Auswahl)
- Zion Awake (2014)
- The Qabalah Man (2013)
- Rub-A-Dub Market (2011)
- Write My Name (2010)
- United States of Africa (2010, VP Records)
- Jah Is My Navigator (2008)
- God Is Greater than Man (2007)
- Child of a King (2006)
- Jah Words (2005)
- Serious Times (2004)
- Visions (2003)
- Serve Jah (2003)
- Great Controversy (2001)
- A New Day (2001)
- Live (2000)
- Sweep Over My Soul (1999)
- Messenger (1996)
- Where There Is Life (1995)
- After All (1995)
- One Way Ticket (1994)